# Pukka sahib
Pukka sahib est une expression du langage courant britannique dérivée de l'hindi "sahib" signifiant monsieur, maître ou seigneur et de "pukka", c'est-à-dire absolu, authentique. L'usage de ce terme était courant dans l'Empire britannique pour désigner les Européens et plus spécifiquement les "honnêtes gentlemen" au service de la Couronne. Par extension étaient ainsi désignés les administrateurs de l'Empire et la façon d'être particulière qu'ils avaient développée. 
Cette formule est notamment utilisée ou étudiée dans le roman La route des Indes d'Edward M. Forster, Une histoire birmane de George Orwell ou encore plusieurs romans d'Agatha Christie : Cartes sur table, Pourquoi pas Evans ?, Le Crime de l'Orient-Express, Je ne suis pas coupable etc. 
Le terme "pukka" est toujours utilisé en anglais actuel pour désigner quelque chose de parfait, de première qualité. 